# Pontiosquilla mauiana
Pontiosquilla mauiana är en kräftdjursart som först beskrevs av Bigelow 1931.  Pontiosquilla mauiana ingår i släktet Pontiosquilla och familjen Squillidae. Inga underarter finns listade i Catalogue of Life.